# Округ Ричмонд (Северна Каролина)
Округ Ричмонд (енгл. Richmond County) је округ у америчкој савезној држави Северна Каролина.

## Демографија
По попису из 2010. године број становника је 46.639, што је 75 (0,2%) становника више него 2000. године.
| Група             | 2000.          | 2010.          |
| Белци             | 29.522 (63,4%) | 27.369 (58,7%) |
| Афроамериканци    | 14.215 (30,5%) | 14.269 (30,6%) |
| Азијати           | 316 (0,7%)     | 431 (0,9%)     |
| Хиспаноамериканци | 1.319 (2,8%)   | 2.741 (5,9%)   |
| Укупно            | 46.564         | 46.639         |